# عنکبوت (فیلم ۲۰۰۲ کانادایی)
عنکبوت (به انگلیسی: Spider) فیلمی در سبک مهیج روانشناسانه به کارگردانی و تهیه‌کنندگی دیوید کراننبرگ و بر اساس رمانی به همین نام نوشتهٔ پاتریک مک‌گراث محصول ۲۰۰۲ است. فیلمنامهٔ این کار را نیز مک گراث نوشت.

## داستان
یک مرد آشفته و مبتلا به اسکیزوفرنی، در خیال خود به کودکی خود برمی‌گردد و داستان پدرش را که مادرش را به طرز وحشیانه ای کشته و یک روسپی را جایگزین او کرده‌است، می‌بیند.

## بازیگران
- رالف فاینز در نقش دنیس اسپایدر کلگ
- میراندا ریچاردسوندر نقش یوون/خانم کلگ
- گابریل بیرن در نقش بیل کلگ
- بردلی هال در نقش اسپایدر جوان
- جان نویل در نقش ترنس
- لین ردگریو در نقش خانم ویلکینسون
- آرتور وای‌براو

## ساخت
در زمان یک جلسه پرسش و پاسخ در مجموعه سخنرانی‌های کداک در ماه مه ۲۰۰۵، کراننبرگ گفت که نه او، نه فاینس، نه ریچاردسون و نه تهیه‌کنندگان هیچ نوع دستمزدی در طول فیلمبرداری فیلم دریافت نکردند و همه ترجیح دادند از حقوق خود چشم پوشی کنند تا بتوانند از این پول برای تولید ساخت فیلم استفاده کنند.

## بازخورد

### نقدها
تارنمای مرورگر آرای راتن توماتوز برپایه بررسی ۱۳۰ بازخورد فیلم امتیاز ۸۵٪ را به آن می‌دهد. در اجماع تارنما آمده‌است: «رالف فاینس در این فیلم موفق و دلهره آور دیوید کراننبرگ بسیار درخشان است.» در تارنمای متاکریتیک، بر اساس ۳۵ بازخورد، امتیاز فیلم ۸۳ از ۱۰۰ بوده‌است.
راجر ایبرت به فیلم سه ستاره از چهار ستاره داد و نوشت: «جزئیات فیلم و اجراها به طور دقیق درک می‌شوند؛ دیدن این که هنرمندان خیلی خوب کار می‌کنند ستایش‌برانگیز است. اما داستان هیچ ورودی و خروجی ندارد و سرد، اندوهگین و ناامید است. پس از دیدن فیلم، من بیشتر از قدردانی احساس تحسین می‌کنم.» نو پیرس از بی‌بی‌سی به این فیلم ۳٫۵ ستاره داد و آن را «فروتن، متفکر و ظالمانه» خواند. استفان هولدن از نیویورک تایمز فیلم را ستایش کرد و آن را «به عنوان پرتره‌ای از انزوای عذاب آور یک مرد که در سینمای تجاری است» خواند. پیتر تراورس از رولینگ استون به فیلم ۳٫۵ از ۴ ستاره داد و نوشت: «آنچه ما را در شبکه عنکبوت جلب می‌کند — علاوه بر بازی‌های فراموش‌نشدنی فاینز و ریچاردسون — همدردی کارگردان با این کودک-مرد عجیب و غریب است که برای سامان دادن به خاطراتش تلاش می‌کند و خاطرات اشتباه او را به نوعی حقیقت تبدیل می‌کند. این همان چیزی است که کراننبرگ را به یک کارگردان اثرگذار کلاس جهانی تبدیل می‌کند: فیلم او زیر پوست شما می‌رود.» پیتر بردشاو از گاردین به فیلم ۵/۴ ستاره داد و آن را «روایتی کاملاً کنترل شده، زیبا و جذاب از رمان اصلی پاتریک مک گراث» خواند.مایک کلارک از یواس‌ای تودی به فیلم ۳٫۴ ستاره داد و از کارگردانی فیلم، فیلمبرداری و اجراهای فیلم ستایش کرد، در حالی که همچنین اظهار داشت فیلم به خوبی فیلم‌های قبلی کراننبرگ مانند مگس و اگزیستس نیست.

### جایزه‌ها
عنکبوت برنده جایزه جینی برای بهترین کارگردانی شد. در جشنواره بین‌المللی فیلم تورنتو بهترین فیلم کانادایی را برد و جایزه بهترین فیلم کانادایی را نیز از انجمن منتقدان فیلم تورنتو برد.